# Rock Your Body (chanson de Girl Next Door)
Pour les articles homonymes, voir Rock Your Body.
Singles de Girl Next Door
Dada Para!!
(2011) Boogie-Woogie Night
(2011)
Rock Your Body est le 13esingle du groupe Girl Next Door sorti sous le label Avex Trax le 19 octobre 2011 au Japon. Il sort au format CD, CD+DVD et CD+Live DVD. Il arrive 21e à l'Oricon et reste classé 2 semaines pour un total de 3 338 exemplaires vendus en tout. Une version "extended" de Rock Your Body se trouve sur l'album Agaruneku!.

## Liste des titres
| 1. | Rock Your Body (Extended Ver.) (ROCK YOUR BODY)                     |  |
| 2. | Nanatsu no Moji (七つの文字)                                        |  |
| 3. | Ready to be a lady (FROM LIVE Destination) ((version CD seulement)) |  |
| 4. | Rock Your Body (ROCK YOUR BODY)                                     |  |
| 5. | Rock Your Body (Instrumental) (ROCK YOUR BODY)                      |  |

| 1. | girl next door skill            |  |
| 2. | Rock Your Body (ROCK YOUR BODY) |  |

| 1. | Introduction                               |  |
| 2. | Ready to be a lady (FROM LIVE Destination) |  |
| 3. | Memory-1                                   |  |
| 4. | Infinity (From LIVE Destination)           |  |
| 5. | Memory-2                                   |  |
| 6. | Silent Scream (From LIVE Destination)      |  |